# Паљијано (Мачерата)
Паљијано (итал. Pagliano) насеље је у Италији у округу Мачерата, региону Марке.
Према процени из 2011. у насељу је живело 36 становника. Насеље се налази на надморској висини од 471 м.